# Santa Maria de Font-romeu

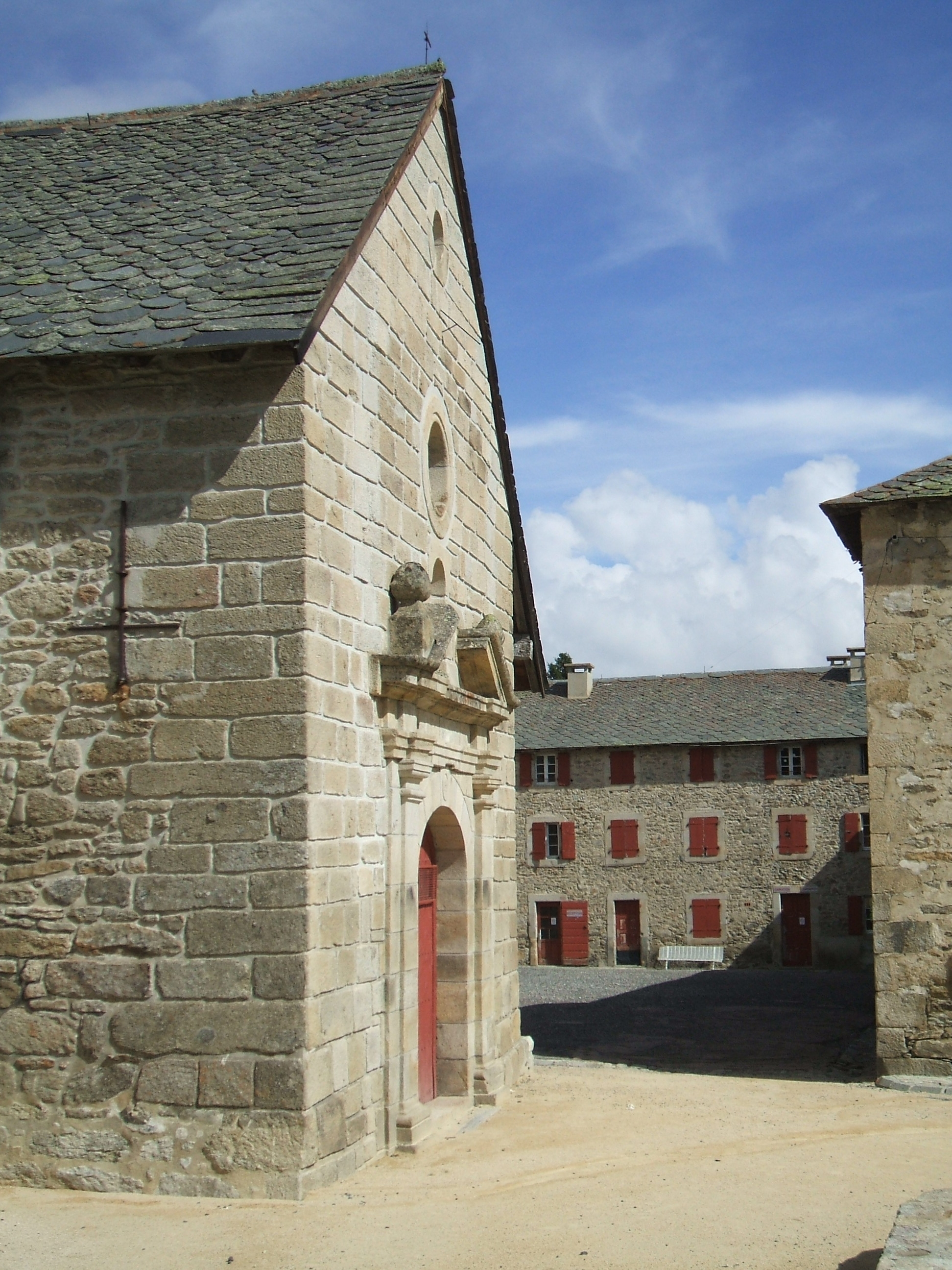
Pati central i façana oest de la capella

El santuari de Santa Maria de Font-romeu, conegut popularment com a Ermitatge de Font-romeu, és un santuari marià i estació del Camí de Sant Jaume del terme comunal de Font-romeu, Odelló i Vià, a l'Alta Cerdanya), de la Catalunya del Nord.
Està situat aproximadament un quilòmetre al nord del nucli de Font-romeu, en un revolt i cruïlla de la carretera de Bolquera.
S'atribueixen a aquesta font propietats medicinals o miraculoses, cosa que ha ocasionat una gran devoció popular, clarament manifestada en la tradició de les processons de trasllat de la imatge de la Mare de Déu, des del santuari a l'església parroquial d'Odelló a l'entrada de l'hivern, i a la inversa a la primavera.

## Etimologia

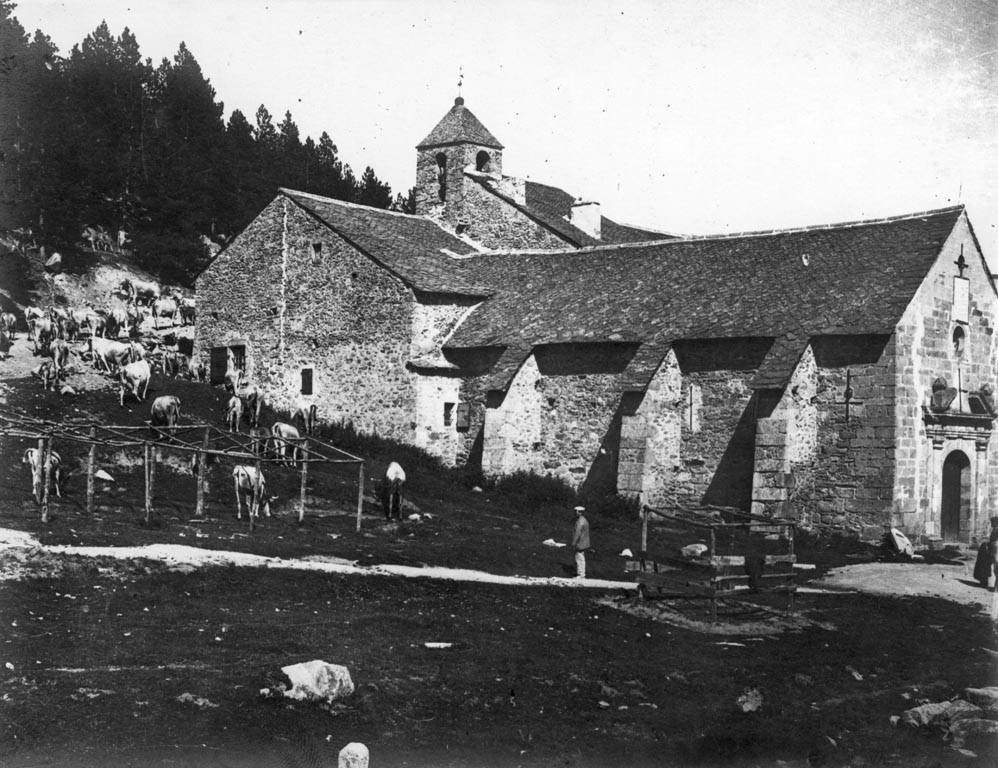
Vista lateral del Santuari (Entre 1890 i 1923)

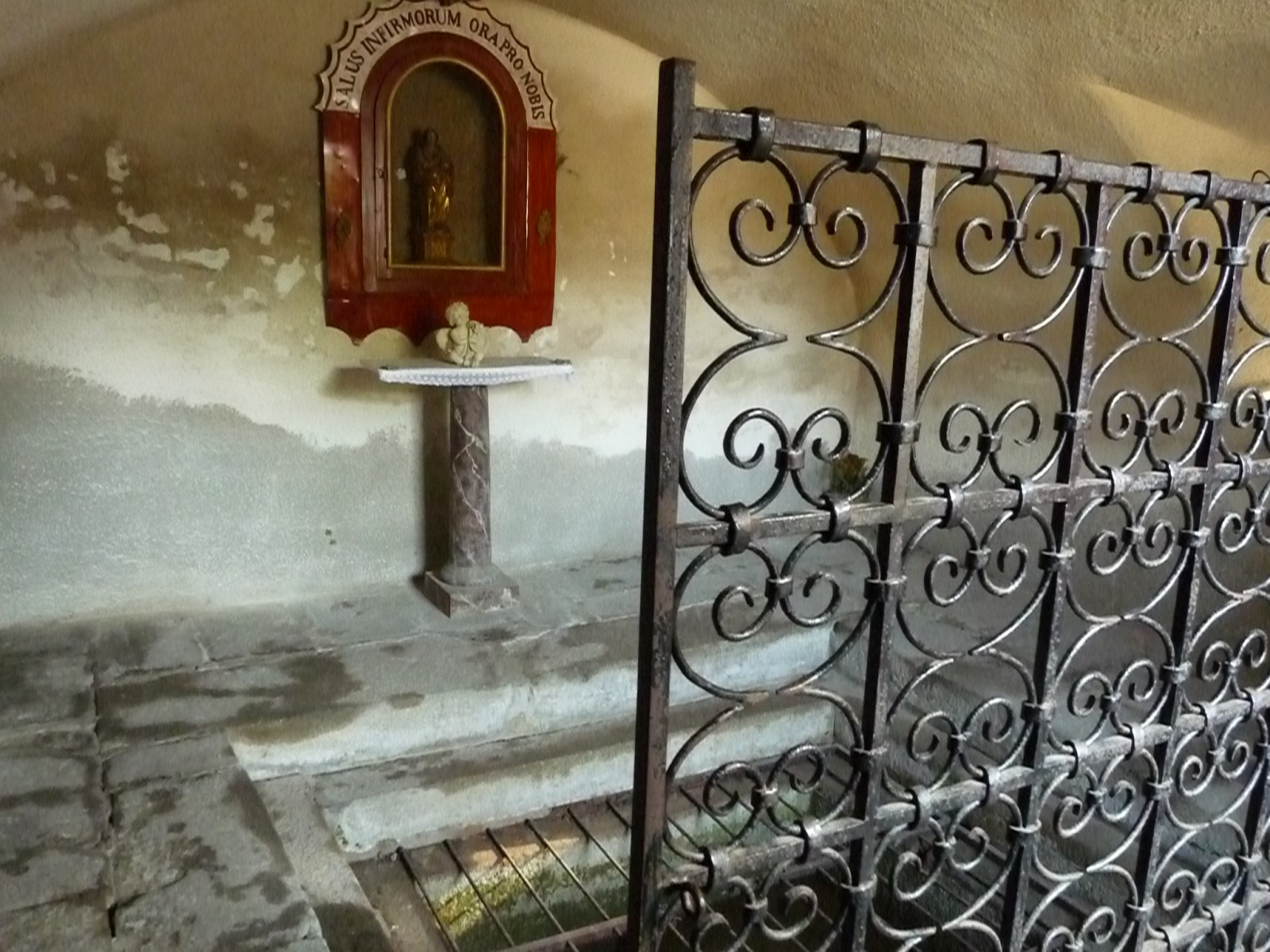
La font del santuari, amb fama de miraculosa

El topònim Font-romeu prové de la font de l'ermitatge, concorreguda pels pelegrins o romeus del Camí de Sant Jaume.
Es tracta, així, doncs, d'un topònim ja plenament romànic, d'origen medieval.

## Història
El primer esment de l'Ermitatge es remunta al 1525, quan era una capella de dimensions reduïdes. Vers el 1685 es va construir l'edifici actual, damunt de la capella primigènia, amb un portal classicitzant emmarcat per columnes i coronat per un frontó partit, amb una fornícula al centre. El cambril que acull la imatge de la Mare de Déu fou construït el 1712, i el 1742 es va reforçar amb dos contraforts molt sòlids.

## Els edificis

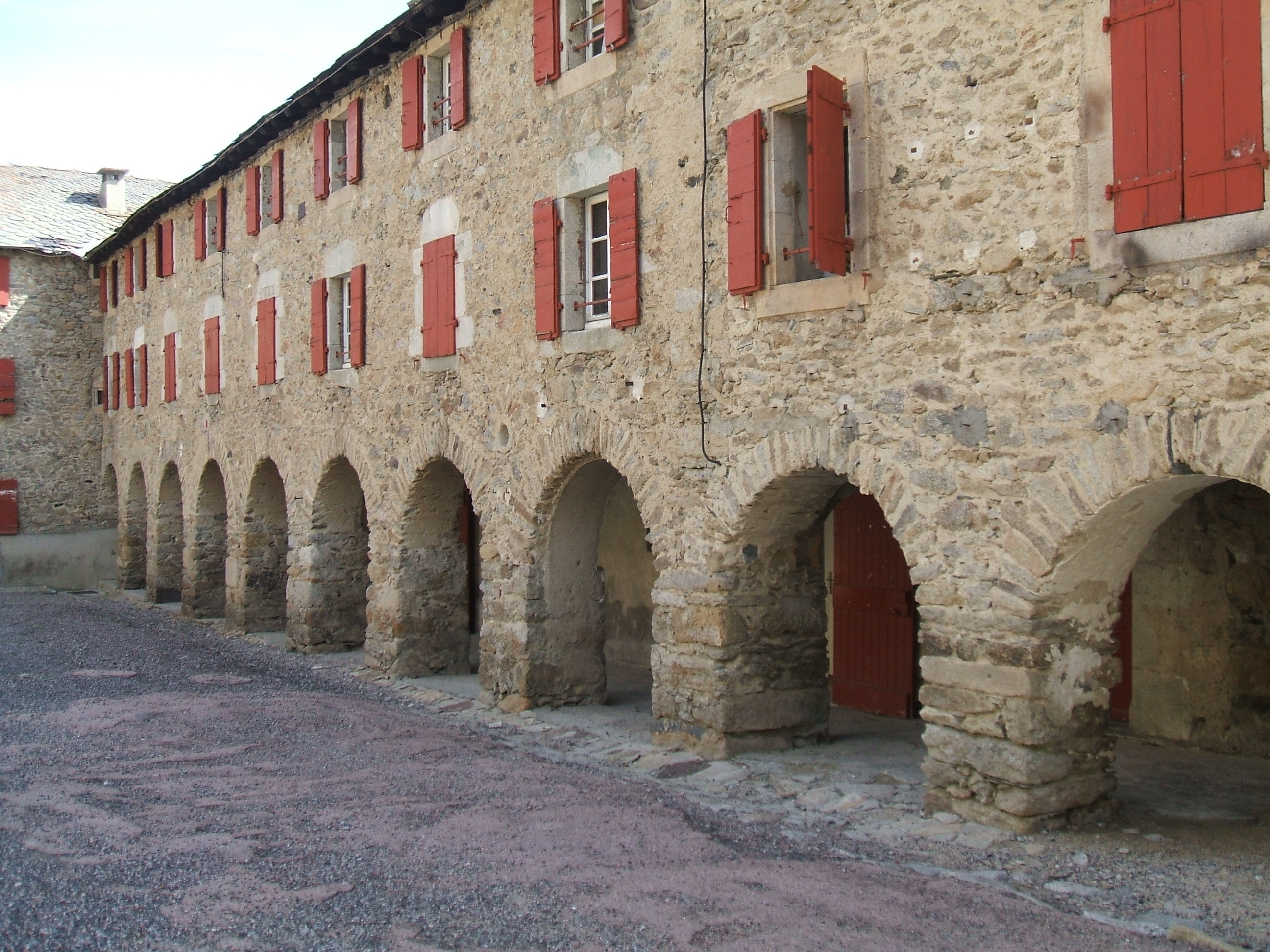
Arcades del costat oest del pati

Els edificis actuals van ser construïts el segle xvii i ampliats repetidament. S'organitzen al voltant d'un pati rectangular tancat al nord per la capella de la Mare de Déu, construïda al segle xvii. L'ala perpendicular a l'església data del 1693, amb una sobreelevació i ampliació del 1722, mentre que l'ala que tanca pel costat de llevant és d'entre el 1733 i el 1753, i la de migdia, del 1876.

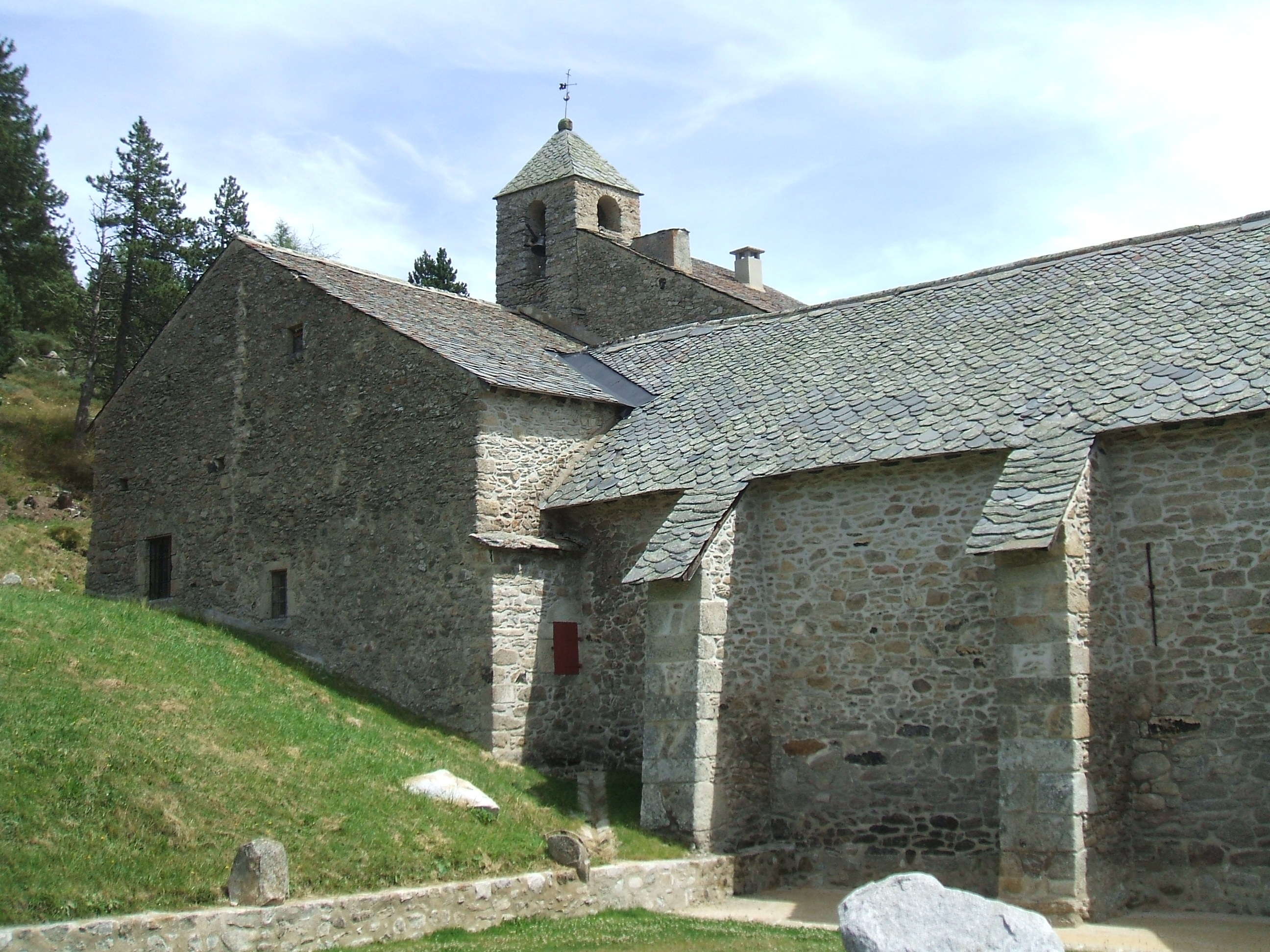
Mur nord de l'església

A la capella hi ha un cambril que acull la imatge de la Mare de Déu de Font-romeu, escultura romànica del segle xii. El cambril és una peça de 4 per 4 metres col·locada a l'est de l'església prolongant la nau, darrere de l'altar major, i s'hi accedeix per una escala a cada costat, amb decoració de Josep Sunyer. Va ser protegit com a monument històric el 1928, i el conjunt del santuari el 1999. A cada banda de la nau, formant una mena de transsepte, hi ha una capella, dedicades a sant Josep i a sant Joan Baptista.
Aturonat a uns 200 metres del santuari hi ha un calvari molt notable, construït el 1855, que és un magnífic mirador damunt de la Cerdanya.

## La imatge de la Mare de Déu de Font-romeu
Es tracta d'una marededeu romànica, del segle xiii. Com la Mare de Déu de Montserrat, i altres, és una imatge bruna.

## Mobiliari

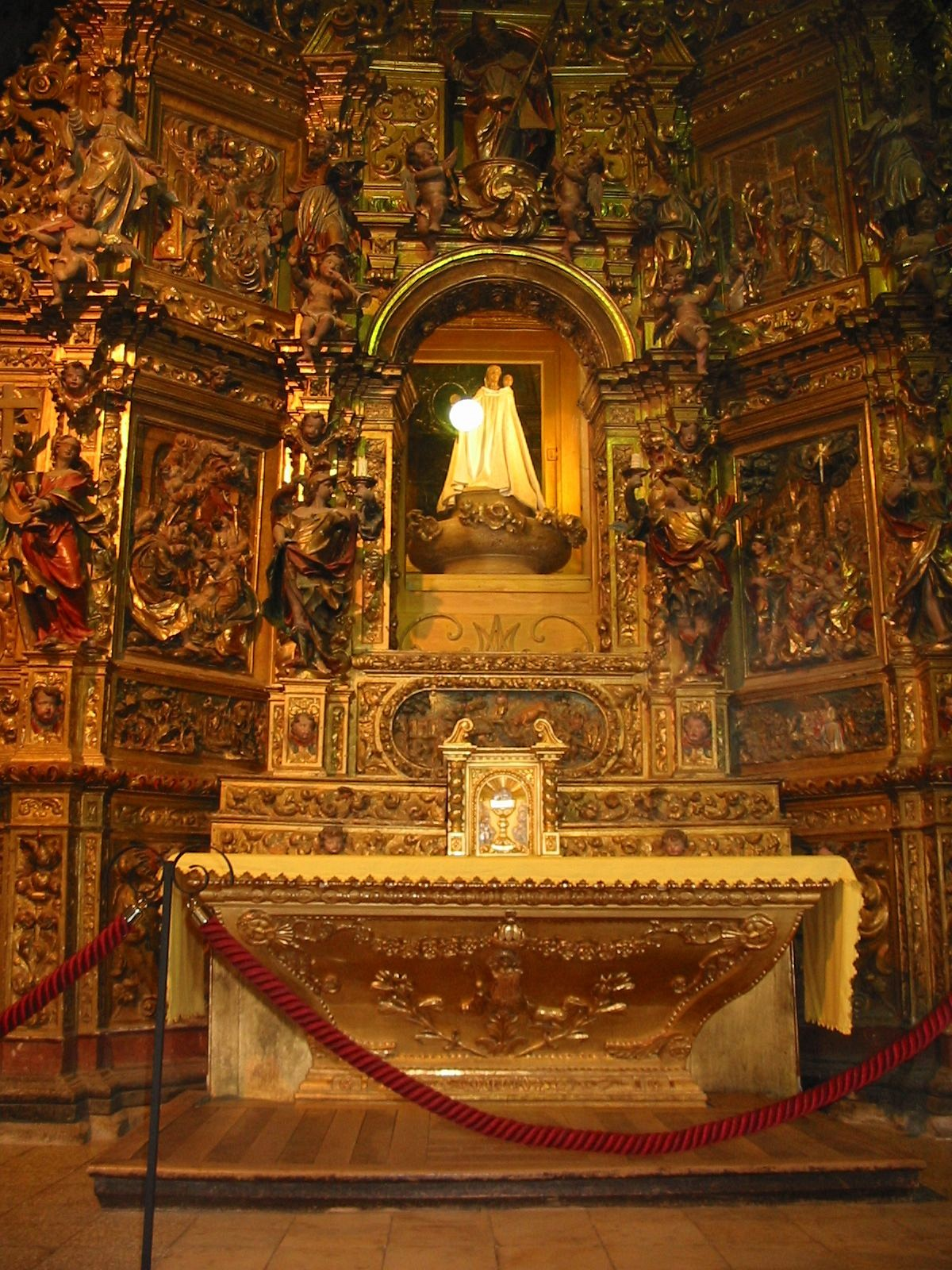
El cambril, amb la imatge

A part de la marededeu romànica, el santuari té un remarcable mobiliari barroc del 1707, obra de l'escultor Josep Sunyer, que explica la troballa de la imatge. El mateix escultor és l'autor de la decoració del cambril, de gran bellesa, que el mateix Josep Sunyer va reproduir en d'altres esglésies. La capella de sant Joan Baptista allotja un retaule de fusta policromada data el 1650, i la de sant Josep, un del segle xviii. Hi ha també algunes làpides sepulcrals notables, com la del fill de l'escultor esmentat, Pere Sunyer, mort el 1704, una escultura de la Mare de Déu de marbre blanc, i diverses obres de l'escultor Alexandre Josep Oliva (1823 - 1890), fill de Sallagosa, en el retaule del cor del santuari.
A l'interior de l'església hi ha nombrosos exvots.

## El trasllat de la imatge

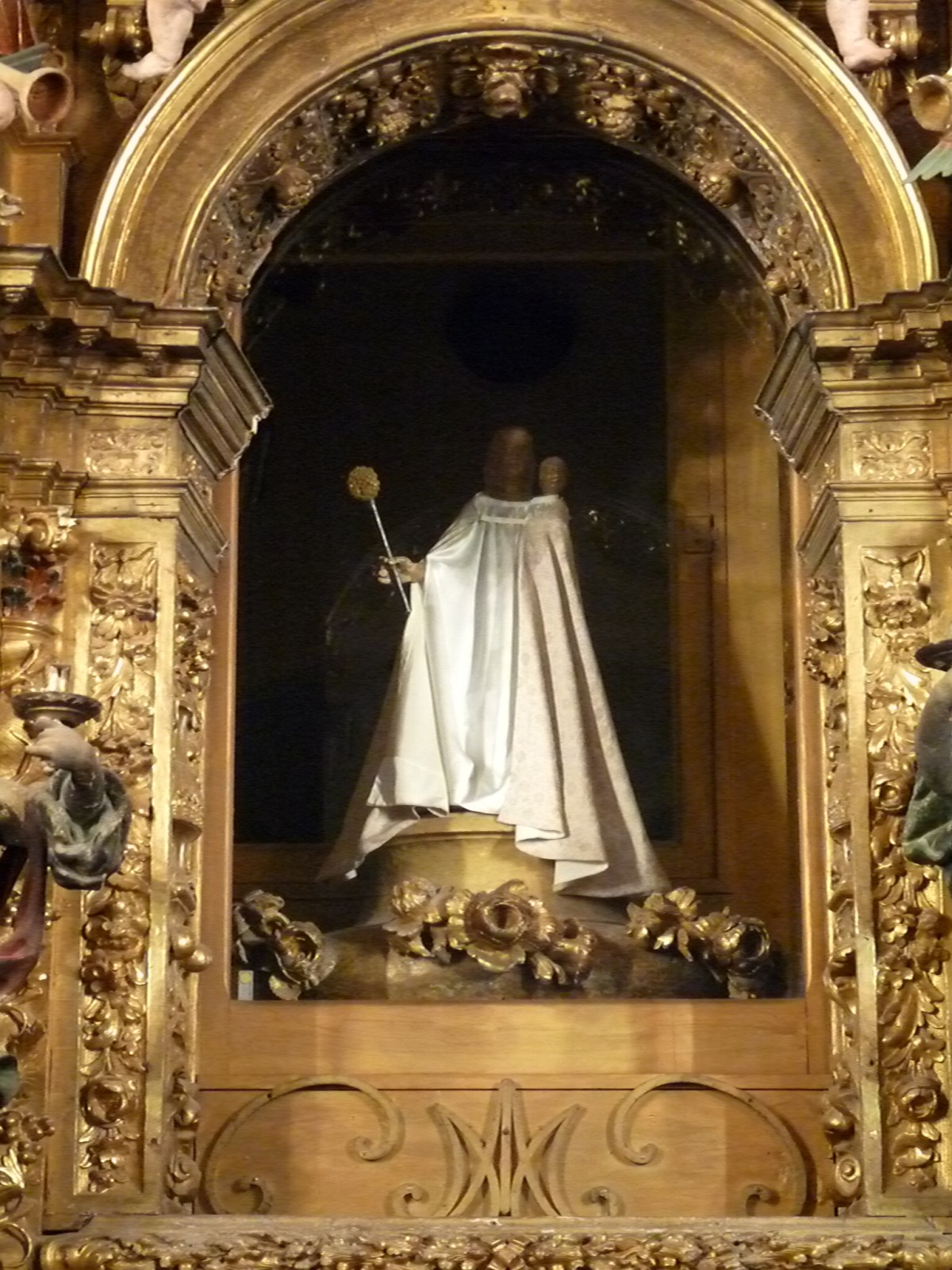
El cambril, a l'hivern, quan la imatge original és a Odelló

Durant l'hivern la imatge és a l'església de Sant Martí d'Odelló, l'església parroquial principal del terme, i a la primavera (el diumenge de la Trinitat) és pujada en processó a l'ermitatge, on passa l'estiu fins al 8 de setembre que torna a baixar a l'església d'Odelló en una altra processó, seguint el moviment dels ramats transhumants que pugen a la muntanya a la primavera i en baixen a la tardor.

## La llegenda del santuari de Font-romeu
Com moltes d'altres marededeus d'arreu dels Països Catalans, el santuari de Font-romeu està situat a prop de la font existent en el lloc, la Font Romeu, perquè és el lloc on la llegenda popular indica que fou trobada la imatge, gràcies a la intervenció d'un bou.